# 최태영 (음향 감독)
최태영(1971년 7월 2일 ~ )은 대한민국의 음향 감독이다. 2019년 공개된 영화 《기생충》의 음향 감독으로 잘 알려져 있으며, 영화 예술 과학 아카데미의 회원이다.